# Universidade Autônoma da Colômbia
A Fundação Universidade Autônoma da Colômbia (Fundación Universidad Autónoma de Colombia - FUAC, em espanhol), ou somente Universidade Autônoma da Colômbia é uma universidade privada colombiana fundada na década de 1970 e sediada no centro histórico de La Candelaria, em Bogotá. Entre os mais de 40 mil estudantes de estudantes egressos da universidade estão muitos funcionários públicos de alto escalão da Colômbia.Apesar do meio século de história, a FUAC atravessava uma crise financeira no começo da década de 2020, que motivou a greve de professores.
O prédio histórico ocupado pela FUAC é conhecido por ter sido um antigo hospital onde morreu o caudilho Jorge Eliécer Gaitán, em 1948.[carece de fontes?]

## Programas e Faculdades
A Universidade Autônoma da Colômbia dividide-se em faculdades e oferece os seguintes programas:
| Programa                           | Faculdade                                                      | Semestres |
| ---------------------------------- | -------------------------------------------------------------- | --------- |
| Administração de Empresas          | Faculdade de Ciências Económicas, Administrativas e Contábeis. | 9         |
| Contaduría Pública                 | Faculdade de Ciências Económicas, Administrativas e Contábeis. | 9         |
| Economia                           | Faculdade de Ciências Económicas, Administrativas e Contábeis. | 9         |
| Relações Económicas Internacionais | Faculdade de Ciências Económicas, Administrativas e Contábeis. | 9         |
| Direito                            | Faculdade de Direito.                                          | 10        |
| Desenho Industrial                 | Faculdade de Engenharia.                                       | 10        |
| Desenho de Modas                   | Faculdade de Engenharia.                                       | 8         |
| Desenho Gráfico                    | Faculdade de Engenharia.                                       | 8         |
| Engenharia Electrónica             | Faculdade de Engenharia.                                       | 10        |
| Engenharia Industrial              | Faculdade de Engenharia.                                       | 10        |
| Engenharia Ambiental e Sanitária   | Faculdade de Engenharia.                                       | 10        |
| Engenharia Electromecânica         | Faculdade de Engenharia.                                       | 10        |
| Engenharia de Sistemas             | Faculdade de Engenharia.                                       | 10        |
| História                           | Faculdade de Ciências Humanas.                                 | 8         |
| Filosofia                          | Faculdade de Ciências Humanas.                                 | 8         |
| Estudos Literários                 | Faculdade de Ciências Humanas.                                 | 8         |

## Programas de Pós-graduação
A Universidade Autônoma da Colômbia oferece os seguintes programas de pós-graduação:
Faculdade de Direito
- Direito Penal e Justiça Transicional
- Direito Público
- Direito de Família
- Direito Processual Civil
- Mestrado em Ciências Penais e Forenses
- Mestrado em Direito Público
- Mestrado em Direito Trabalhista e Segurança Social

Faculdade de Engenharia
- Planejamento Energético
- Informática para Gestão de Projetos
- Gerencia de Tecnologia
- Automática e Informática Industrial
- Gestão de Produtividade e Qualidade
- Telecomunicações
- Mestrado em Desenvolvimento de Produtos Sustentáveis

Faculdade de Ciências Econômicas, Administrativas e Contábeis
- Gestão Financeira
- Gestão Estratégica de Custos
- Gestão Tributária
- Gestão em Administração de Negócios Internacionais

Departamento de Educação
- em Legislação e Política Educativa
- Ludomatica Aplicada à Educação
- Edumática
- Gestão Educativa
- Mestrado em Edumática

## Mestrados
A Universidade Autônoma da Colômbia oferece os seguintes programas de mestrado:
Faculdade de Direito
- Mestrado em Ciências Penais e Forenses
- Mestrado em Direito Público
- Mestrado em Direito Trabalhista e Segurança Social

Faculdade de Engenharia
- Mestrado em Investigação Operativa e Estatística

- Mestrado em Desenvolvimento de Produtos Sustentáveis

Instituto Superior de Pedagogia
- Mestrado em Edumática